# Ronde van Frankrijk 2008/Zesde etappe
De zesde etappe van de Ronde van Frankrijk 2008 werd verreden op 10 juli 2008 over een afstand van 195,5 kilometer tussen Aigurande en Super Besse. Het was de eerste van twee ritten in het Centraal Massief. Er lagen twee cols van de 2e categorie op de route: de Col de la Croix-Morand en Col de Super-Besse, beide in het middengebergte van de Monts dore.

## Verloop
Om 12u25 ging het peloton met 176 renners van start. Na de drie opgaves in de eerdere dagen stapte Aurélien Passeron in deze etappe niet op de fiets. In de slotkilometers van de vijfde etappe kwam hij ten val, wat tot gevolg had dat hij de Ronde van Frankrijk niet voortzet. Sylvain Chavanel, de nummer twee in het bergklassement, wist na zes kilometer te ontsnappen en kreeg even later het gezelschap van Freddy Bichot en Benoît Vaugrenard. De drie wisten al snel een paar minuten uit te lopen, maar het peloton hield ze binnen schot: hun maximale voorsprong was iets meer dan 5 minuten. Chavanel kwam twee keer als eerste boven op de bergjes van vierde categorie.
Aan de voet van de Col de la Croix-Morand bedroeg de voorsprong nog 2 minuten. Vaugrenard kreeg het echter bij het begin van de beklimming al lastig en moest de andere twee laten gaan. In het peloton zat men intussen niet stil: er volgden enkele aanvallen van onder andere Rémi Pauriol. Félix Cárdenas en David de la Fuente gingen in de tegenaanval. De mannen van Caisse d'Epargne, in dienst van Alejandro Valverde, zetten zich vervolgens op kop van het peloton, Pauriol, Cardenas en De La Fuente werden ingelopen. Chavanel kwam als eerste boven op de Col de la Croix-Morand en nam zo de bolletjestrui over van Thomas Voeckler. In de afdaling liet Chavanel zich inlopen, Bichot zette nog even door met als doel de prijs voor de strijdlust te krijgen, maar slaagde uiteindelijk niet in zijn opzet: Chavanel kreeg de prijs. Ook werden na de aanvallen van Pauriol, Cardenas en De La Fuente kleinschalig opgezette aanvallen van een groep van 5 man met daarin 2 van de Baskische ploeg Euskaltel, een andere groep van 4 man, met onder andere Jens Voigt en Vladimir Jefimkin, gelegenheidstrio's, gevormd door Gorka Verdugo, Thomas Voeckler en Sandy Casar, Rémy Di Gregorio, Christophe Le Mével en wederom Vladimir Jefimkin, het duo van Laurent Lefèvre en Amaël Moinard en losse aanvallen van Aleksandr Botsjarov en David Moncoutié, die later bij Jefimkin kwam, niet beloond. Allen werden ze vroeg of laat door het jagende peloton bijgehaald.
Aan de voet van de slotklim werd Bichot bijgehaald door het peloton. Eens aan de slotklim begonnen, demarreerden Leonardo Piepoli en Christian Vande Velde op een paar kilometer van de streep. Maar de mannen van Caisse d'Epargne en Team Columbia brachten alles weer samen. Het leek alsof Stefan Schumacher makkelijk zou standhouden, maar op een paar honderd meter van de streep reed hij tegen het wiel van Kim Kirchen en viel, en hij verloor uiteindelijk zijn gele trui. Iedereen verwachtte een verwoestende eindsprint van Alejandro Valverde, maar het was Riccardo Riccò die aanging op zo'n 200 meter van de streep. Niemand kwam zelfs maar in de buurt van de Italiaan, die zijn allereerste rit in de Tour won. Valverde werd tweede, Cadel Evans in dezelfde tijd derde.

### Tussensprints
| Tussensprint Châtelus-Malvaleix na 23,5 km |                   |        |
| Plaats                                     | Naam              | Punten |
| Winnaar                                    | Sylvain Chavanel  | 6      |
| 2                                          | Benoît Vaugrenard | 4      |
| 3                                          | Freddy Bichot     | 2      |

| Tussensprint Cressat na 44,5 km |                   |        |
| Plaats                          | Naam              | Punten |
| Winnaar                         | Freddy Bichot     | 6      |
| 2                               | Benoît Vaugrenard | 4      |
| 3                               | Sylvain Chavanel  | 2      |

| Tussensprint La Bourboule na 144 km |                   |        |
| Plaats                              | Naam              | Punten |
| Winnaar                             | Benoît Vaugrenard | 6      |
| 2                                   | Freddy Bichot     | 4      |
| 3                                   | Sylvain Chavanel  | 2      |

### Bergsprints
| Beklimming Côte de L'Armelle na 70 km | Beklimming Côte de L'Armelle na 70 km | Beklimming Côte de L'Armelle na 70 km | 4e cat. 2,3 km à 4,7 % | 4e cat. 2,3 km à 4,7 % |
| Plaats                                | Naam                                  | Naam                                  | Punten                 |                        |
| Winnaar                               | Sylvain Chavanel                      | Sylvain Chavanel                      | 3                      |                        |
| 2                                     | Benoît Vaugrenard                     | Benoît Vaugrenard                     | 2                      |                        |
| 3                                     | Freddy Bichot                         | Freddy Bichot                         | 1                      |                        |

| Beklimming Côte de Crocq na 89 km | Beklimming Côte de Crocq na 89 km | Beklimming Côte de Crocq na 89 km | 4e cat. 1,6 km à 6 % | 4e cat. 1,6 km à 6 % |
| Plaats                            | Naam                              | Naam                              | Punten               |                      |
| Winnaar                           | Sylvain Chavanel                  | Sylvain Chavanel                  | 3                    |                      |
| 2                                 | Freddy Bichot                     | Freddy Bichot                     | 2                    |                      |
| 3                                 | Benoît Vaugrenard                 | Benoît Vaugrenard                 | 1                    |                      |

| Beklimming Col de la Croix-Morand na 158 km | Beklimming Col de la Croix-Morand na 158 km | Beklimming Col de la Croix-Morand na 158 km | 2e cat. 8 km à 5,2 % | 2e cat. 8 km à 5,2 % |
| Plaats                                      | Naam                                        | Naam                                        | Punten               |                      |
| Winnaar                                     | Sylvain Chavanel                            | Sylvain Chavanel                            | 10                   |                      |
| 2                                           | Freddy Bichot                               | Freddy Bichot                               | 9                    |                      |
| 3                                           | Thomas Voeckler                             | Thomas Voeckler                             | 8                    |                      |
| 4                                           | Sandy Casar                                 | Sandy Casar                                 | 7                    |                      |
| 5                                           | Gorka Verdugo                               | Gorka Verdugo                               | 6                    |                      |
| 6                                           | Luis León Sánchez                           | Luis León Sánchez                           | 5                    |                      |

| Beklimming Super Besse na 195,5 km | Beklimming Super Besse na 195,5 km | Beklimming Super Besse na 195,5 km | 2e cat. 11 km à 4,7 % | 2e cat. 11 km à 4,7 % |
| Plaats                             | Naam                               | Naam                               | Punten                |                       |
| Winnaar                            | Riccardo Riccò                     | Riccardo Riccò                     | 20                    |                       |
| 2                                  | Alejandro Valverde                 | Alejandro Valverde                 | 18                    |                       |
| 3                                  | Cadel Evans                        | Cadel Evans                        | 16                    |                       |
| 4                                  | Fränk Schleck                      | Fränk Schleck                      | 14                    |                       |
| 5                                  | Kim Kirchen                        | Kim Kirchen                        | 12                    |                       |
| 6                                  | Roman Kreuziger                    | Roman Kreuziger                    | 10                    |                       |

## Uitslag
| rang | renner             | land      | ploeg                | tijd       |
| ---- | ------------------ | --------- | -------------------- | ---------- |
| 1    | Riccardo Riccò     | Italië    | Saunier Duval        | 4u 57' 52" |
| 2    | Alejandro Valverde | Spanje    | Caisse d'Epargne     | op 1"      |
| 3    | Cadel Evans        | Australië | Silence-Lotto        | z.t.       |
| 4    | Fränk Schleck      | Luxemburg | Team CSC - Saxo Bank | op 4"      |
| 5    | Kim Kirchen        | Luxemburg | Team Columbia        | z.t.       |
| 6    | Roman Kreuziger    | Tsjechië  | Liquigas             | op 7"      |
| 7    | Moisés Dueñas      | Spanje    | Team Barloworld      | z.t.       |
| 8    | Carlos Sastre      | Spanje    | Team CSC - Saxo Bank | z.t.       |
| 9    | Denis Mensjov      | Rusland   | Rabobank             | z.t.       |
| 10   | Leonardo Piepoli   | Italië    | Saunier Duval        | z.t.       |

## Algemeen klassement
| rang | renner                | land                | ploeg                  | tijd        |
| ---- | --------------------- | ------------------- | ---------------------- | ----------- |
|      | Kim Kirchen           | Luxemburg           | Team Columbia          | 24u 30' 41" |
| 2    | Cadel Evans           | Australië           | Silence-Lotto          | op 6"       |
| 3    | Stefan Schumacher     | Duitsland           | Team Gerolsteiner      | op 16"      |
| 4    | Christian Vande Velde | Verenigde Staten    | Team Garmin - Chipotle | op 44"      |
| 5    | David Millar          | Verenigd Koninkrijk | Team Garmin - Chipotle | op 47"      |
| 6    | Thomas Lövkvist       | Zweden              | Team Columbia          | op 54"      |
| 7    | Denis Mensjov         | Rusland             | Rabobank               | op 1' 03"   |
| 8    | Alejandro Valverde    | Spanje              | Caisse d'Epargne       | op 1' 12"   |
| 9    | Stijn Devolder        | België              | Quickstep              | op 1' 21"   |
| 10   | Óscar Pereiro         | Spanje              | Caisse d'Epargne       | z.t.        |

## Strijdlustigste renner
| renner           | land      | ploeg                            |
| ---------------- | --------- | -------------------------------- |
| Sylvain Chavanel | Frankrijk | Cofidis, le Crédit par Téléphone |

## Nevenklassementen

### Puntenklassement
| rang | renner       | land      | ploeg           | punten |
| ---- | ------------ | --------- | --------------- | ------ |
|      | Kim Kirchen  | Luxemburg | Team Columbia   | 97     |
| 2    | Thor Hushovd | Noorwegen | Crédit Agricole | 88     |
| 3    | Óscar Freire | Spanje    | Rabobank        | 85     |

### Bergklassement
| rang | renner           | land      | ploeg            | punten |
| ---- | ---------------- | --------- | ---------------- | ------ |
|      | Sylvain Chavanel | Frankrijk | Cofidis          | 27     |
| 2    | Thomas Voeckler  | Frankrijk | Bouygues Télécom | 27     |
| 3    | Riccardo Riccò   | Italië    | Saunier Duval    | 20     |

### Jongerenklassement
| rang | renner          | land      | ploeg                | tijd        |
| ---- | --------------- | --------- | -------------------- | ----------- |
|      | Thomas Lövkvist | Zweden    | Team Columbia        | 24u 31' 35" |
| 2    | Maxime Monfort  | België    | Cofidis              | op 46"      |
| 3    | Andy Schleck    | Luxemburg | Team CSC - Saxo Bank | op 1' 04"   |

### Ploegenklassement
| rang | ploeg                  | land             | tijd        |
| ---- | ---------------------- | ---------------- | ----------- |
|      | Team Garmin - Chipotle | Verenigde Staten | 73u 34' 10" |
| 2    | Team CSC - Saxo Bank   | Duitsland        | op 19"      |
| 3    | Team Columbia          | Verenigde Staten | op 20"      |